# Aiura
Aiura (あいうら?, Aiura) è una serie manga yonkoma giapponese scritta e illustrata da Chama. Fu pubblicata per la prima volta su Niconico Seiga. Il manga è stato adattato in un anime nel 2013. La messa in onda è poi iniziata il 10 aprile 2013 su TV Tokyo e conclusa il 26 giugno.

## Trama
La storia è incentrata su Amaya, Iwasawa e Uehara, tra ragazze liceali "energiche ma fastidiose e con zero motivazioni" la cui vita di ogni giorno consiste "in ciò che accade quando nulla di nulla accade".

## Personaggi

Le protagoniste: (in ordine) Kanaka, Ayuko e Saki

Kanaka Amaya (天谷 奏香?, Amaya Kanaka)
Doppiata da: Yui Nakajima
Vivace studentessa che sogna di diventare un idol ed anche la capitana del club di atletica salvo poi rinunciare a tutto per pigrizia. Amica stretta di Saki, ama preparare scherzetti per l'amica lungo il cammino casa-scuola, come svegliare in maniera molesta l'amica o fingersi morta proprio di fronte alla casa di Saki. Conosciuta Ayuko alcuni giorni prima dell'inizio delle lezioni e poi reincontrata la ragazza in classe, ha deciso arbitrariamente di soprannominare Ayuko "Yukong", in  omaggio al famoso scimmione e senza alcun motivo apparente.
Saki Iwasawa (岩沢 彩生?, Iwasawa Saki)
Doppiata da: Yuko Iida
Amica di Kanaka e Ayuko, Saki è una ragazza apparentemente seria e scontrosa. Il suo carattere da dura le permette di difendersi dalle e mettere freno agli umori di Kanaka e attirarsi le simpatie di Ayuko.
Ayuko Uehara (上原 歩子?, Uehara Ayuko)
Doppiata da: Nao Tamura
Studentessa amica di Kanaka e Saki. Timida e riservata, imbattutasi per caso nel duo Kanaka-Saki poco prima dei giorni di scuola, la ragazza finisce coinvolta dall'irruenta Kanaka, accettando volentieri e senza troppe domande il soprannome Ayukong, e da allora diventa membro stabile nel gruppo di amiche.
Mei Yanase (簗瀬 芽依?, Yanase Mei)
Doppiata da: Ayane Sakura
Compagna di classe di Ayuko, Saki e Kanaka.
Nao Manaka (真中 南緒?, Manaka Nao)
Sōta Amaya (天谷 颯太?, Amaya Sōta)
Doppiato da: Yumiri Hanamori
Fratello minore di Kanaka, dal forte senso di responsabilità e dall'indole pacifica e passiva, per queste sue qualità la sorella approfitta spesso di lui arrivando ad occupargli la stanza in caso di visite da parte di amiche e a costringerlo a fare acquisti e commissioni al suo posto.
Sumiko Yamashita (山下 寿美子?, Yamashita Sumiko)
Doppiata da: Yumi Uchiyama
Giovane insegnante di Kanaka, Saki e Ayuko. Svampita e stravagante, Sumiko distribuisce temi e voti in base a criteri personali e secondo l'ispirazione del momento; quando chiamata per nome a volte non risponde perché dubita spesso di avere un nome appropriato alla propria persona.
Shūsaku Matsune (松野 修作?, Shūsaku Matsune)
Doppiato da: Tomokazu Sugita
Insegnante di matematica, severo riguardo al regolamento d'istituto, non di rado rimprovera la collega Misuzu per l'abbigliamento ambiguo che la porta ad essere spesso confusa per una studentessa.
Misuzu Wakatsuki (若月 美鈴?, Wakatsuki Misuzu)
Doppiata da: Yukari Tamura
Professoressa di inglese che per l'aspetto giovanile e la passione per le divise marinarette, finisce spesso scambiata per una studentessa. Rimproverata spesso dal ligio Shusaku, Misuzu fraintende spesso gli ammonimenti del collega per dei tentativi di molestia sessuale.
Izumi Kashio (柏尾 泉水?, Kashio Izumi)
Arisa Kuroda (黒田 ありさ?, Kuroda Arisa)
Umi Yoshino (吉野 羽美?, Yoshino Umi)
Hiroko Uehara (上原 裕子?, Uehara Hiroko)

## Media

### Manga
Il manga yonkoma Aiura è stato scritto e illustrato da Chama. La sua prima pubblicazione avvenne nel 2011 sul web ad opera di Niconico Sega. Successivamente il manga ottenne successo e iniziò la serializzazione sulla rivista 4-Koma Nano Ace, edita da Kadokawa Shoten. Ad oggi i capitoli sono stati raccolti in 4 volumi.

### Anime
L'adattamento anime di Aiura è stato prodotto da Pony Canyon, Tohokushinsha Film e Liden Films e diretto da Ryōsuke Nakamura. La trasmissione è iniziata il 10 aprile 2013 su TV Tokyo e successivamente viene replicato su AT-X. L'anime è formato da una serie di corti, ciascuno dei quali della durata di pochi minuti.

#### Episodi
| Nº | Giapponese 「Kanji」 - Rōmaji | In onda        | In onda |
| Nº | Giapponese 「Kanji」 - Rōmaji | Giapponese     |         |
| 1  | 「前日」 - Zenjitsu           | 10 aprile 2013 |         |
| 2  | 「初登校」 - Hatsutōkō        | 17 aprile 2013 |         |
| 3  | 「ホームルーム」 - Hōmurūmu   | 24 aprile 2013 |         |
| 4  | 「先生」 - Sensei             | 1º aprile 2013 |         |
| 5  | 「事件」 - Jiken              | 8 aprile 2013  |         |
| 6  | 「弟」 - Otōto                | 15 aprile 2013 |         |
| 7  | 「天谷家」 - Amaya-ka         | 22 aprile 2013 |         |
| 8  | 「部活」 - Bukatsu            | 29 aprile 2013 |         |
| 9  | 「夢」 - Yume                 | 5 giugno 2013  |         |
| 10 | 「問題」 - Mondai             | 12 giugno 2013 |         |
| 11 | 「雨」 - Ame                  | 19 giugno 2013 |         |
| 12 | 「また明日」 - Mata Ashita    | 26 giugno 2013 |         |